# Air Florida
Air Florida était une compagnie aérienne à bas prix américaine qui opéra à partir de l'aéroport international de Miami entre 1971 et 1984.

## Histoire
Elle fut créée en 1971 et commença ses vols commerciaux en 1971. La compagnie était très présente sur les vols entre le Nord-Est des États-Unis et la Floride durant les années 1970 et 1980. Elle s'étendit également à l'international en desservant plusieurs destinations vers les Caraïbes, l'Amérique du Sud, Londres, Bruxelles et Amsterdam.
Comme de nombreuses compagnies aériennes pendant l'ère de la dérégulation du transport aérien aux États-Unis, Air Florida grossit rapidement et commença à connaitre d'importantes pertes financières.

### Crash du vol 90 et faillite
La faillite d'Air Florida fut accélérée par le spectaculaire et meurtrier accident du 13 janvier 1982 lorsqu'un Boeing 737-200 de la compagnie, assurant le vol 90 s'écrasa dans le Potomac (le fleuve traversant le centre de Washington D.C.) juste après le décollage, faisant 78 morts. Dont 74 passagers et 4 automobilistes se trouvant sur le pont sur lequel l'avion s'est écrasé avant de s'enfoncer dans le fleuve.
La compagnie fut mise en faillite puis cessa ses opérations le 3 juillet 1984.

## Flotte

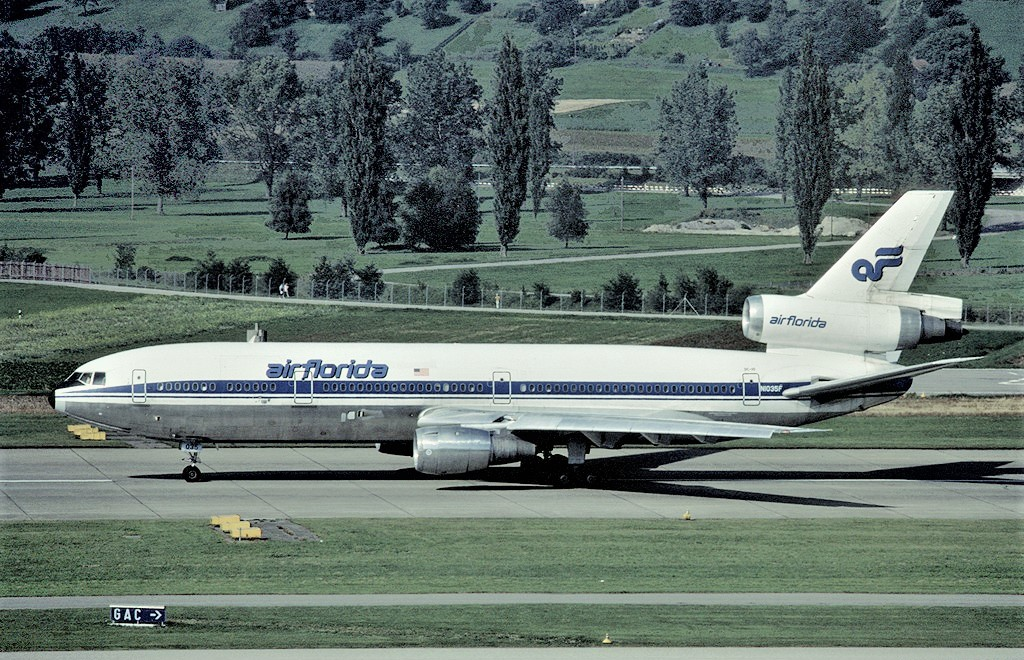
Un McDonnell Douglas DC-10 d'Air Florida.

- Boeing 707
- Boeing 727-100
- Boeing 727-200
- Boeing 737-100
- Boeing 737-200
- BAC 1-11
- Douglas DC-9
- McDonnell Douglas DC-10
- Lockheed L-188

## Destinations
Air Florida desservait de nombreuses destinations comme Washington, New York, Chicago, Montréal, Mexico et même quelques villes européennes comme Amsterdam, Bruxelles, Francfort, Düsseldorf, Madrid...